# Pleun de Groot
Pleun De Groot is een voormalig Nederlands voetballer, die in de periode 1934-1939 voor Feyenoord speelde.
Hij was een van de twaalf Feyenoorders, die op 27 maart 1937 met een vriendschappelijke wedstrijd met het Belgische Beerschot het nieuwe stadion De Kuip inwijdden. Gadegeslagen door voor 37.825 toeschouwers won de thuisclub met 5-2 in de stromende regen.
De Groot speelde zeventig competitiewedstrijden voor de club uit Rotterdam, maar maakte hierin geen goals.